# بایان‌تال
شهرستان بایان‌تال (به زبان مغولی: Баянтал сум، [Bajantal sum]؛ ᠪᠠᠶ᠋ᠠᠨ ᠲᠠᠯ᠎ᠠ ᠰᠤᠮᠤ، [bayan tal-a sumu]) یک شهرستان (سُوم) در مغولستان است که در استان غوبی‌سومبر واقع شده‌است. بایان‌تال ۹۱۶٫۰۶ کیلومتر مربع مساحت و ۱٬۱۵۷ نفر جمعیت دارد.

## تقسیمات اداری
شهرستان بایان‌تال متشکل از ۲ قصبه (باغ) می‌باشد، که این‌ها نام‌گذاری نشده‌اند. این قصبه‌ها موسوم به «قصبهٔ ۱ام» و «قصبهٔ ۲ام» می‌باشند. 